# 格蘭特瓦利鎮區 (明尼蘇達州貝爾特拉米縣)
格蘭特瓦利鎮區（英語：Grant Valley Township）是位於美國明尼蘇達州貝爾特拉米縣的一個行政鎮區。

## 地方資料
格蘭特瓦利鎮區的面積為93.00平方千米，當中陸地面積為88.10平方千米，而水域面積為4.90平方千米。根據2020年美國人口普查的數據，當地共有人口2427人，而人口密度為每平方千米26.1人。